# Елизабет Баварска (1443 – 1484)
Вижте пояснителната страница за други личности с името Елизабет Баварска.
Елизабет Баварска (на немски: Elisabeth von Bayern; * 2 февруари 1443, Мюнхен; † 5 март 1484, Лайпциг) от фамилията Вителсбахи, е принцеса на Бавария-Мюнхен и чрез женитба курфюрстин на Саксония от 1464 до 1484 г.

## Живот
Дъщеря е на баварския херцог Албрехт III Благочестиви (1401 – 1460) от Бавария-Мюнхен и съпругата му херцогиня Анна фон Брауншвайг-Грубенхаген († 1474), дъщеря на херцог Ерих I от Брауншвайг-Грубенхаген-Айнбек (1383 – 1427) и съпругата му Елизабет († 1444) от Брауншвайг-Гьотинген.
Елизабет се омъжва на 25 ноември 1460 г. в Лайпциг за Ернст (1441 – 1486), от 7 септември 1464 г. курфюрст на Саксония от Ернестинските Ветини. Годежът е направен преди десет години. За тях през 1471 г. се построява нов дворец в Майсен. Тя се грижи за възпитанието и научното образование на децата си. Бракът на курфюрстката фамилия се счита щастлив и Ернст я обича много.
Елизабет, която е смятана за майка на Ернестинския род, умира на 41 години след дълго боледуване на 5 март 1484 г. в Лайпциг. През последните си години тя е на легло и за нейното гледане се ползвало легло на колела, което можело да се вдига. Елизабет умира на 5 март 1484 г. почти едновременно с нейния син Адалберт († 1 май 1484). Нейната свекърва Маргарета Австрийска умира на 12 февруари 1486 г. Съпругът ѝ Ернст умира на 26 август същата 1486 година.

## Деца
Елизабет Баварска и Ернст Саксонски имат децата:
- Кристина (1461 – 1521)

∞ 1478 за Йохан Датски (1455 – 1513), крал на Дания, Норвегия и Швеция (1455 – 1513)
- Фридрих III Мъдри (* 17 януари 1463, † 5 май 1525), курфюрст на Саксония.
- Ернст II (1464 – 1513), архиепископ на Магдебург, администратор на Халберщат
- Адалберт (1467 – 1484), администратор на архиепископия Майнц
- Йохан Твърди (1468 – 1532), курфюрст на Саксония

∞ 1. 1500 за принцеса Софи фон Мекленбург-Шверин (1481 – 1503)
∞ 2. 1513 за принцеса Маргарете фон Анхалт (1494 – 1521)
- Маргарете (1469 – 1528)

∞ 1487 за херцог Хайнрих I от Брауншвайг-Люнебург (1468 – 1532)
- Волфганг (1473 – 1478)